# Niverolle d'Afghanistan
Pyrgilauda theresae
Espèce
La Niverolle d'Afghanistan (Pyrgilauda theresae) est une espèce d'oiseaux de la famille des Passeridae.

## Répartition
Cette espèce est endémique d'Afghanistan.